# Howardella
Howardella es un género de bacterias grampositivas de la familia Lachnospiraceae. Actualmente (2023) sólo contiene una especie: Howardella ureilytica. Fue descrita en el año 2007. Su etimología hace referencia al microbiólogo neozelandés Bernard Howard. El nombre de la especie hace referencia a disolución de urea. Es inmóvil, anaerobia estricta y no fermentadora. Las células miden entre 0,61-0,67 μm de ancho por 0,77-0,83 μm de largo. Puede crecer individual, en pares o en algunos casos en cadenas de 6-8 células. Las colonias son pequeñas, circulares y blancas. Necesita la urea para vivir. Se ha aislado del rumen de una oveja. También se ha encontrado en el rumen de un yak y en el intestino de humanos.